# 何定國
何定國（英語：David Ting Kwok Ho，1952年—）出生於香港，祖籍上海，現為華裔加拿大商人，何定國祖父是人稱「何伯」的香港慈善家何英傑。何定國胞兄是香港星島新聞集團前主席兼曾任全國政協常委的何柱國。

## 早期生涯
何定國1952年出生，在香港男拔萃完成中四，之後赴美升學。
1973年在美國修讀工業管理課程。
1976年曾返港協助打理家族祖業。
1980至85年間，何定國曾投身香港輔警。
1985年移居加拿大温哥華。

## 加國生活

### 業務眾多
何定國移民加拿大後在温哥華定居。在當地從事多項業務至今，包括：
- University Golf Club（卑詩大學）高球會大股東
- 經營MCL車行，代理積架、保時捷、勞斯萊斯等名車。
- 創立DTKH Robson開發公司，經營家居保安、健身、遊艇經紀、倉儲服務、貨櫃業等。[2]

### 曾收購和轉售的業務
- 1987年，何收購Gray飲品廠，至1998年將業務轉賣給百事可樂集團，估計成交價達3億加元。

### 参與社會及政治活動
- 何移民後曾擔任溫哥華警務委員會成員
- 曾捐款支持溫哥華市議會政黨無黨派協會(NPA)（英语：Non-Partisan Association）候選人
- 曾力挺加拿大前總理馬田競選總理。
- 於2006年獲《溫哥華太陽報》選為加國最有影響力百名人物之一。

### 創立廉價航空公司
2002年因為與女兒一次乘搭航機延誤問題，被迫滯留機場18小時一段不快經歷，於是決心自己開辦航空公司提供比人優質的服務。他創辦了國龍航空公司（英文名原稱HMY Airways，後改為Harmony Airways）。
2002年2月，何斥資購入加國一間破產航空公司，創立國龍航空，成為北美洲和温哥華首家華人獨資創辦的國際航空公司，也是加拿大目前唯一一家總部設立在大温地區的航空公司。
2007年春天國龍航空突然停飛，裁員350人，何當時發聲明解釋停飛與燃料成本高漲、市場激烈競爭有關，是逼不得已的抉擇。

## 家庭生活
何定國的前妻是加拿大華人馮綺雯，她是加拿大華人傳媒大亨馮永發之胞妹。他們育有3名子女。
1995年何定國與馮綺雯離婚後，一直保持單身至今。

## 獎項或名銜
- 2006年—被評為《2006年度卑詩省100個傑出華人榜》之一--（溫哥華太陽報）[4][5]

## 負面新聞
2009年9月何定國涉嫌因攻擊和非法禁錮一名在網上認識的婦女而惹上官非。
9月28日溫哥華市警方調查部門主管羅思韋爾（Rob Rothwell）警司透露，何定國涉嫌於2008年12月28日在温哥華觸犯8項非法禁錮、傷人、藏毒和非法藏槍等罪。何定國近日獲准10萬加元保釋候查，並須交出護照等證件，遵守禁止藏有槍械和利器等10項限制條件，將會在2009年10月26日提訊。

## 外部參考
1. ↑  金亦耕訃聞. 華僑日報. 1971-07-03. 第二張第二頁.
2. 1 2  明報加東版（2007年3月28日）[永久]
3. ↑  明報加東版（2007年3月28日）.   [2009-09-30]. （原始内容存档于2007-08-08）.
4. ↑  温哥華太陽報/The Vancouver Sun（2006年10月21日） （页面存档备份，存于）
5. ↑  明報加西版（2006年10月22日了） （页面存档备份，存于）
6. ↑  明報加西版（2009年9月30日）[永久]
7. ↑  温哥華星島日報（2009年9月29日） （页面存档备份，存于）